# Juan Antonio Gómez Navarro
Juan Antonio Gómez Navarro (Lorca, Múrcia 1845 - 30 de desembre de 1923) va ser mestre de capella de la catedral mesquita de Córdoba de 1877 a 1916. Va destacar com a violinista; l'any 1863 va guanyar un accèssit de violí al Real Conservatori de Madrid amb la presència de la mateixa reina Isabel II.

## Biografia
Va ser el segon dels set fills d'un fuster. Va abandonar els seus estudis de medicina per la música. A 18 anys, va guanyar un accèssit de violí al Real Conservatori de Madrid. Francisco Cáceres Plá, al seu treball De Lorca diu de Gómez Navarro: “Es un ejecutante distinguidísimo. El piano, el órgano, el viomlín, que es su instrumento favorito, los maneja con singular maestría, con acabada perfección, que por ello ha conseguido siempre éxitos brillantes y estruendosos aplausos en su carrera artística”. Va interpretar diverses obres amb el seu germà com a pianista, José María Gómez Navarro com per exemple: "Variacions del Carnaval" de Venècia de Paganini i l'escena, Ària i Miserere de "El trovador" de G. Verdi.
Anys més tard, va tornar cap a Murcia i va compaginar entre els anys 1866 i 1869 els últims cursos de sacerdot amb la càtedra de Cant Gregorià del Seminari de Murcia, on també va exercir com a organista.
L'any 1869 va ser ordenat sacerdot a Ocaña (Toledo). L'any 1871 fins als primers mesos de 1872 va ser professor de violí a l'Ateneu Científic i Literari de Lorca. Va deixar aquest càrrec a causa d'altres compromisos amb l'església. Com queda esmentat a les actes de l'Ateneu de Lorca a dia 15 de febrer de 1872: “Leyóse una comunicación del Sr. D. Juan Antonio Gómez, profesor de violín, renunciando la clase que desempeña a causa de sus muchas ocupaciones, tanto las propias del ministerio sacerdotal, como las relativas a la profesión de música”. Entre els anys 1873 i 1877 va ser organista a l'Església Major de Sant Patrici. En aquests anys va compondre una missa i una salve a tres veus i cor amb acompanyament d'orquestra. Va obtenir una medalla de plata de la "Societat d'Amics del País de Lorca".
L'any 1876 es van convocar oposicions per a la vacant de primer organista i mestre de capella de la Catedral de Córdoba. Gómez Navarro es va presentar a aquesta convocatòria i va superar les proves amb brillantor. Va ocupar aquest càrrec des de 1877 fins al 1916, any que va haver de renunciar als càrrecs a conseqüència de la seva delicada salut. Va estar a Córdoba fins al 1921 i aquest mateix any va tornar a Lorca. Allà va dirigir uns quants cors i finalment va morir el 30 de desembre de 1923.
A més a més de la seva activitat religiosa, cal destacar que també va ser professor de diverses generacions de músics; donant classes particulars i com a successor d'Eduardo Lucena post mortem, a la càtedra de Composició i Harmonia a l'Escola de Belles Arts.

## Obra
Va compondre música profana com valsos, rigodons, polques, i una barcarola amb lletra del poeta cordovès Marcos Rafael Blanco Belmonte. També va compondre peces per a piano, orquestra i banda. Va escriure música de sarsuela, música en la qual no apareix el seu nom a causa de condicions eclesiàstiques. En total va compondre més de dues-centes obres.
Dins de la música sacra, va compondre un extens repertori; misses, oficis de difunts i àngels, plegaries, marxes fúnebres i villancets. Les obres més conegudes són:
- Miserere en re menor, cantat en Setmana Santa, recuperat per Luis Bedmar i Francisco Marcelo, l'any  2002.
- Lamentaciones, per a Quaresma i Setmana Santa.
- El Alma de mi Alma, marxa fúnebre dedicada a la seva mare, quan va morir, el 1892.
- El Ruiseñor, villancet per a solistes, cor i orquestra. Un tret curiós és que cada any s'interpreta al Nadal amb cors de la ciutat de Murcia.
- ¡¡¡Triste Recuerdo!!!, marxa fúnebre de l'any 1913. Es conserva a l'Arxiu Comarcal de la Garrotxa. Fons de l'església parroquial de Sant Esteve d'Olot.